# フランコニア・スプリングフィールド駅
フランコニア・スプリングフィールド駅（英語：Franconia–Springfield Station）は、バージニア州フェアファクス郡スプリングフィールドにある駅。バージニア急行鉄道とワシントンメトロの複合駅である。アムトラックの列車は停車しない。

## 施設
５０６９台のパーキングがあり、パークアンドライドに対応している。バスの乗り換えが出来る。